# 掖邪狗
掖邪狗，為古代日本邪馬台頭目卑彌呼派遣至三國曹魏之大夫。
魏正始四年（243年），卑彌呼派遣使大夫伊聲耆、掖邪狗等八人，向曹魏上貢生口、倭錦、絳青縑、綿衣、帛布、丹木、犬付、短弓矢。掖邪狗等人被曹魏授予率善中郎將印綬。
魏正始八年（247年），帶方太守王頎到任。卑彌呼女王與南部的狗奴國男王卑彌弓呼素來不和，遣倭載斯、烏越等人到帶方郡陳述兩國互相攻擊的情況。太守王頎派塞曹掾史張政等人攜帶詔書、黃幢，以難升米為嚮導前往倭國勸告兩國和平共處。卑彌呼此時已死，正修建大墓，直徑百餘步，徇葬奴婢百餘人。邪馬台另立男王，國中貴族不服，相互誅殺，死者千餘人。復立卑彌呼十三歲的宗女台與為女王，國中遂定。張政等曹魏的旨意告喻台與，台與派倭國大夫、率善中郎將掖邪狗等二十人送張政等回國，並貢獻男女生口三十人，白珠五千，孔青大句珠二枚，異文雜錦二十匹。

## 同伴
- 伊聲耆，卑彌呼属下大夫，243年和掖邪狗共八人出使曹魏

## 外部連結
- 魏志倭人傳 及紹熙本系百衲本掃描圖檔 （页面存档备份，存于）
- http://www.ten-f.com/yamataikoku.html （页面存档备份，存于）